# Старо Петрово Поље
Старо Петрово Поље је насељено место у саставу општине Црнац у Вировитичко-подравској жупанији, Република Хрватска.

## Историја
До територијалне реорганизације у Хрватској налазило се у саставу старе општине Ораховица.

## Становништво
На попису становништва 2011. године, Старо Петрово Поље је имало 182 становника.

## Попис1991.
На попису становништва 1991. године, насељено место Старо Петрово Поље је имало 225 становника, следећег националног састава:
| Попис 1991.‍ | Попис 1991.‍ | Попис 1991.‍ | Попис 1991.‍ | Попис 1991.‍ |
| ----------- | ----------- | ----------- | ----------- | ----------- |
|             |             |             |             |             |
| Хрвати      | Хрвати      |             | 223         | 99,11%      |
| Мађари      | Мађари      |             | 1           | 0,44%       |
| Словаци     | Словаци     |             | 1           | 0,44%       |
| укупно: 225 |             |             |             |             |